# إيفان تسيخان
إيفان رويورافيتش تسيخان (بالبيلاروسية: Іван Рыгоравіч Ціхан) هو رامي مطرقة بيلاروسي ولد في يوم 24 يوليو 1976 في هلوشيفشتي في جمهورية بيلاروسيا السوفيتية الاشتراكية، أبرز إنجازاته هو فوزه بالميدالية الفضية في دورة الألعاب الأولمبية الصيفية 2016 في ريو دي جانيرو  وبالميدالية البرونزية في دورة الألعاب الأولمبية الصيفية 2008 في بكين، كما فاز ببطولة العالم لألعاب القوى 2003 في باريس وبطولة العالم لألعاب القوى 2007 في أوساكا.

## روابط خارجية
- إيفان تسيخان على موقع الاتحاد الدولي لألعاب القوى (الإنجليزية)
- إيفان تسيخان على موقع اللجنة الأولمبية الدولية (الإنجليزية)
- إيفان تسيخان على موقع أوليمبيديا (الإنجليزية)